# Орбітальне кільце

Орбітальне кільце, що має фіксований фал, що сягає Землі.

Орбітальне кільце є концепцією для створення космічного ліфту, що складається з штучного кільця розміщеного довкола Землі, що обертається з більшою кутовою швидкістю, ніж Земля. Це гігантська споруда астроінженерних пропорцій.
Конструкція призначена для використання як космічний корабель або планетарний транспортний засіб для дуже великих швидкостей транспортування або для космічного запуску.
Походження концепції орбітального кільця пов'язують із космічним фонтаном і пусковою петлею.

## Історія
В 1870-их Нікола Тесла, під час одужання від малярії, задумав ряд винаходів, включаючи кільце довкола екватора, хоча воно не містило точних обчислень. Як він розповідав у автобіографії «Мої винаходи» (1919):
Ще одним із моїх проєктів було побудувати кільце довкола екватора яке б, звісно, вільно обертатися і зупинятися під час свого обертання протидійною силою, що дозволило б подорожувати на швидкості тисяч міль на годину, швидше ніж потяг. Читачі напевне посміхнуться. Такий план складно втілити, але я відзначу, він не настільки поганий в порівнянні із одним добре відомим Нью-йоркським професором, який хотів перекачати повітря із спекотних до помірних зон, повністю забувши, що Господь дав гігантську машину для цієї мети.
Артур Кларк в романі «Фонтани раю» (1979) пише про космічні ліфти, поєднані з кільцем навколо Землі, яке слугує космічним поселення. Ідея ймовірно не спрацювала б, але надихнула на наступні дослідження.
Ендрю Меуленберг і його учні, з 2008 по 2011, представили і опублікували ряд статей, що засновувалися на застосуванні низьких навколоземних орбітальних кілець як «першими-ступенями-у-космос» для людства. В огляді згадується чотири застосування для орбітальних кілець.

## Модель Берча
Просте, нічим не підтримане, кільце довкола планети є нестійким: воно б врізалося б у Землю, якщо його залишити без нагляду. Для орбітального кільця потрібні кабелі до поверхні аби стабілізувати їх, і відцентрова сила буде діяти на зовні, створюючи натяг кабелів, а також вал, що стабілізує кільце.

## Типи орбітальних кілець
Найпростішим типом було б кругле орбітальне кільце довкола ННО.
Два інші типи також були придумані Полом Берчем:
- Ексцентричні орбітальні системи кілець — це кільця що мають замкнену форму і знаходяться на різних висотах
- Часткові орбітальні системи кілець — які по суті є пусковою петлею